# Introversion et extraversion
« introversion » redirige ici.  Pour le développeur de jeux vidéo, voir Introversion Software.
Les termes introversion et extraversion furent proposés par Carl Gustav Jung dans son ouvrage Types Psychologiques, (1921) pour distinguer les deux types d’attitudes observables chez les individus selon leur tendance à s’intéresser aux objets externes (les autres, le monde) ou à leur propre univers intérieur ou subjectivité. À ce propos, compte tenu de la tendance à considérer le ‘subjectif’ comme ayant moins de validité que ce qui est « objectif », Jung tient à clarifier ce qu’il signifie par subjectivité dans ce contexte : « Par le facteur subjectif j’entends l’action ou réaction psychologique qui fusionne avec l’effet produit par l’objet donnant lieu à une nouvelle donnée psychique. ».

Dans les mots du psychologue suisse :
« … deux personnes voient un même objet mais jamais elles ne le voient de façon que les images qu’elles reçoivent soient identiques. Au-delà de l’acuité variable des organes sensoriels et de l’équation personnelle [tendance à voir seulement ce que l’on ‘peut’ voir, manque d’impartialité], il existe souvent une différence radicale, de genre et de degré, dans l’assimilation psychique de l’image perçue. Tandis que l’extraverti fait constamment appel à ce qui lui parvient à partir de l’objet, l’introverti s’appuie principalement sur ce que l’impression sensorielle constelle à l’intérieur du sujet. »
À partir de cette première distinction, Jung approfondit son étude en déclinant à l'intérieur de ces deux catégories une typologie basée sur les fonctions psychologiques suivantes : pensée, sentiment, sensation et intuition (voir article Typologie Jungienne).
Les notions d'extraversion et introversion deviennent les traits de personnalité qui ressortent le plus dans l'approche empirique du modèle des Big Five, de l'outil Myers-Briggs Type Indicator (MBTI) développé dans les années 60 et inspiré par le modèle des Types Psychologiques de Jung, ainsi que plus récemment, dans le modèle HEXACO. L'axe Introversion/Extraversion est un aspect du MBTI qui aurait une valeur scientifique (bien que l'outil lui-même ne soit pas utilisé dans le milieu scientifique). Il a été reconnu comme scientifique en 1991 par l'Académie nationale des sciences, aux États-Unis.
Le psychologue nord-Américain Jerome Kagan s'est intéressé à l'introversion, et à son éventuel caractère génétique. En 1989, son équipe mène une expérience où 500 bébés de quatre mois sont exposés à du bruit, des mouvements brusques et au toucher de l'alcool. 40 % d'entre eux réagissent tranquillement (Kagan les a nommés « faiblement réactifs » et a fait l'hypothèse qu'ils deviendraient extravertis) , 20 % ne supportent pas ces expositions (les potentiels introvertis, «hautement réactifs») et 40 % ont une réaction intermédiaire. Les potentiels extravertis et introvertis ont eu un suivi en grandissant et beaucoup (pas tous cependant) sont devenus ce que Kagan avait prédit.

## Deux mécanismes
L’extraversion et l’introversion gagnent à être comprises comme étant des mécanismes psychiques au service de la personnalité consciente. Ces deux fonctionnements ou attitudes coexistent chez chaque individu ; dans l’idéal une heureuse et harmonieuse alternance semblerait « correspondre au cours naturel de la vie. »  En réalité, en fonction des contextes de vie et de la constitution psychique de chaque individu, un mécanisme prédomine sur l’autre et c’est à ce moment-là que Jung parlera de type extraverti et type introverti.

Il est important d'ajouter comme nous le rappelle Claude Bourrelle, analyste et auteur, que ces deux notions — et cela s'applique également aux quatre fonctions ci-dessus, pensée, sentiment, sensation et intuition — découlent d'une étude minutieuse et approfondie de ce que Jung considère comme :
[…] des mécanismes essentiels de l'esprit humain que les noms et les concepts les plus divers ont servi à exprimer […] A travers l'analyse d'œuvres de philosophes, de poètes, de connaisseurs d'hommes, de médecins, d'esthéticiens, il montre la distinction faite par les uns et les autres entre deux familles d'esprit, correspondant à ce que lui-même appelle les introvertis et les extravertis.

### Extraversion
L’attitude extravertie se caractérise par une libido (chez Jung libido signifie énergie psychique) tournée vers l’extérieur : « un intérêt pour les événements, les personnes et les objets, une relation avec eux, [voire] une dépendance à ceux-ci. » Quand cette attitude prédomine, la personne est sociable et à l’aise dans toute situation qu’elle soit familière ou non. Sa relation au monde, aux autres est bonne, ses réactions rapides et spontanées et « même en cas de désaccord, il reste en lien, car au lieu de se retirer il préfère argumenter ou chercher à refaçonner [l’autre, le monde]… ».
L'extraversion définit l'« état, l'acte ou l'habitude, orientée par une gratification externe à la personnalité. » Les individus extravertis tendent à se satisfaire des interactions sociales et à être enthousiastes, bavards, et assertifs notamment. Ils prennent plaisir à participer à des activités en groupe, comme des fêtes, des manifestations publiques, entre autres. La politique, l'enseignement, le management, les activités commerciales favorisent l'extraversion. Un individu extraverti préfère interagir socialement plutôt que de rester seul.
Les traits moins positifs du type extraverti ont à voir avec la volatilité de leur intérêt et enthousiasme qui peuvent être rapidement captés par un nouveau stimulus ; une certaine superficialité en découle. Il y a aussi la dépendance à ce qui leur est renvoyé par les autres, le besoin d'avoir un public. La solitude est mal vécue, ils ont peu de goût pour la réflexion prolongée.

### Introversion
L’attitude introvertie en revanche réachemine la libido de l’objet vers le sujet : l’intérêt se porte sur des considérations subjectives. Quelle que soit la situation extérieure « le sujet est et reste le centre d’intérêt. »  Ainsi, celui chez qui l’introversion prédomine est hésitant face au monde extérieur, préférant se concentrer sur ses propres impressions de ce qui se passe à l’extérieur. Il se « retire », pour ainsi dire, vers sa subjectivité pour, et avant de, éventuellement réagir. De ce fait, l’introverti peut sembler renfermé et timide en comparaison de l’extraverti perçu comme sociable et réactif.
Kagan fait l'hypothèse qu'une amygdale plus sensible est liée à l'introversion.
L'introversion désigne l'« état, ou la tendance, orienté par une gratification interne et le bien-être mental de l'individu concerné. » Certains romanciers caractérisent les introvertis comme des individus dont l'énergie psychologique se concentre à travers la réflexion et qui diminue durant une interaction sociale. Les individus introvertis seraient plus réservés et moins bavards en groupe. Ils prennent plaisir lors d'activités solitaires comme la lecture, les écrits, l'utilisation d'un ordinateur, ou la balade. L'art, la musique, l'ingénierie, la sculpture et autres activités artistiques sont des professions hautement introverties. L'individu introverti prend plaisir seul plutôt qu'en groupe, bien qu'il puisse apprécier des activités entre amis. Il préfère se concentrer sur une activité simple et observe les situations avant d'y participer : ceci est particulièrement observé dans le développement de l'enfant et l'adolescent. Les individus introvertis prennent le temps d'analyser avant d'agir.
Plus problématique pour les introvertis est leur difficulté à être naturels en société : souvent hyper-sensibles et craignant le ridicule, ils peuvent se rendre maladroits dans leurs rapports aux autres. Leurs qualités restent souvent méconnues et ils sont souvent incompris. D'après Kagan, un quart des « hautement réactifs », qui deviennent souvent introvertis, développeraient des phobies sociales. Génétiquement, 5-HTTLPR (en) partagé entre l'espèce humaine et les macaques rhésus, peut présenter un allèle court (lié en partie à l'introversion) et un long (lié en partie à l'extraversion).
L'introversion n'est pas identique à la timidité ou à l'isolement social. Ces individus préfèrent généralement des activités solitaires plutôt que sociales, tandis que les individus timides (extravertis dans le cœur) évitent les interactions sociales à cause de la peur et de l'anxiété.

### Ambiversion
Ce terme est introduit par Jung pour désigner un individu présentant des signes d'extraversion et d'introversion. Il implique que le degré d'extraversion soit une échelle et non une catégorie distincte de l'introversion.

### Enjeux relationnels
En analysant de manière caricaturale, il est facile d'imaginer les difficultés posées par les différences entre ces deux types : « malheureusement les deux types se comprennent mal mutuellement et ont tendance à voir seulement les faiblesses de l'autre de sorte que pour l'extraverti l'introverti est égoïste et terne tandis que l'introverti considère l'extraverti superficiel et insincère. »
On remarque que d'un côté les différences les aimantent l'un vers l'autre rien que pour déléguer les aspects de la vie quotidienne qu'ils trouvent désagréables. « Les deux types semblent destinés à la symbiose. » Mais par ailleurs, la critique et l'opposition rendent les rapports difficiles. Seule une démarche d'évolution personnelle profonde peut donner lieu à une reconnaissance de la valeur du fonctionnement du type opposé et à ce stade la tolérance s'installe, voire une transformation vers un fonctionnement moins typé.

## Une typologie et non pas un classement
En guise de mise en garde, et afin d'éviter les récupérations mal comprises de ces travaux, Jung écrit dans l'appendice qu'il ajoute aux Types en 1936 : 
Il n'est pas la vocation d'une typologie psychologique de classer les êtres humains dans des catégories - ceci serait assez futile. Son objet est plutôt celui de fournir une psychologie critique qui rend possible une investigation méthodique ainsi que la présentation du matériau empirique. 
Dans 100% Jung, l'analyste et auteur Viviane Thibaudier écrit qu'il « serait une erreur de considérer la typologie jungienne comme une sorte de caractérologie dont le but serait de classifier les êtres schématiquement, selon des catégories préétablies. »

En effet, si l'on considère l'extraversion et l'introversion comme des mécanismes que, clarifie Bourreille, « l'on peut à volonté mettre en, ou hors circuit […] la disposition innée à se servir de tel ou tel mécanisme n'a donc pas un caractère déterminant… » et cette typologie devient un modèle dynamique qui tient compte du fait que dans certaines conditions, un extraverti peut s'introvertir et réciproquement l'introverti doit pouvoir s'extravertir.
Les différences d'un individu à l'autre tiennent par conséquent à la capacité d'équilibrer les attitudes dans leurs rapports réciproques, non pas à la prédominance de l'une ou de l'autre qui définit l'appartenance à tel ou tel type. Les écueils de l'attitude unilatérale sont, nous le verrons, tout aussi désastreux, pour l'un que pour l'autre.

## Évolution des concepts
Au-delà du MBTI, les concepts d'extraversion et introversion ont notamment été étudiés par Hans Eysenck dont le test de personnalité « Eysenck Personality Questionnaire » reprend cette dimension.
Le  Big Five (ou modèle OCEAN) et l'HEXACO, deux modèles psychologiques et les tests qui les mesurent (le NEO-PI-3 pour l'un, l'HEXACO-PI-R pour l'autre), divisent l'extraversion en facettes. Pour le NEO-PI-3, il s'agit de la chaleur, la sociabilité, l'assertivité, l'activité, la recherche de sensation et les émotions positives. Pour l'HEXACO-PI-R,, il est question d'estime de soi sociale (la représentation de la manière dont on est perçu par autrui), d'audace sociale (la recherche d'exposition sociale), de sociabilité et de vivacité. Des résultats élevés à ces facettes suggèrent une extraversion élevée, quand des résultats faibles évoquent l'introversion. Il est possible, pour un individu, d'obtenir des résultats hétérogènes selon les facettes. A la lecture de ces éléments, il apparaît que l'extraversion et l'introversion passent d'une conception dynamique de l'individu (chez Jung : la manière dont il se ressource et réagit face à son environnement) à une conception descriptive et comportementale, axée pour l'essentiel sur un degré d'énergie et sur l'expression et l'acceptation de stimuli sociaux.
Le comportement de l'un et l'autre devient intelligible dans la relation entre autonomie et hétéronomie étendue à travers Marx, Erich Fromm et Ivan Illich.
Le mouvement de la neurodiversité permet d'identifier l'introversion comme un caractère normal du spectre de l'autisme. Bien évidemment, les autistes peuvent aussi être extravertis ou se passionner pour le social ou les métiers vers les autres (ex : Hugo Horiot, Louis Tremblay, Anne Hegerty, Thierry Redler, Susan Boyle, Julie Dachez, Anthony Hopkins, Nina Marker, etc). Mais la population neurodivergente dans le monde est majoritairement introvertie (comme les geeks). Beaucoup de femmes autistes invisibles (ou Asperger) qui s'ignorent à cause d'une mauvaise définition de l'autisme (puisque l'autisme n'est pas une psychose, ni un handicap, ni une maladie) confondent leur autisme avec un simple caractère introverti.